# Uniforme da marinaio

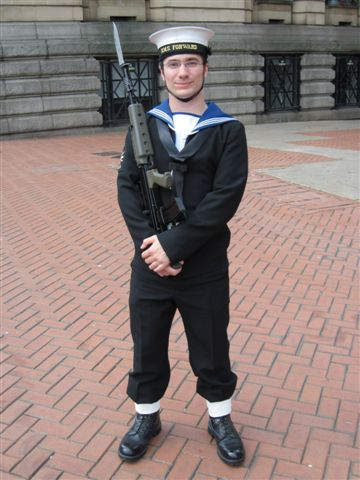
Un sottufficiale della Royal Navy in uniforme 1A (una moderna uniforme da marinaio).

Una uniforme da marinaio è un'uniforme tradizionalmente indossata dai marinai arruolati in una marina o in altri servizi marittimi governativi. Successivamente si è sviluppato in un popolare stile di abbigliamento per i bambini, soprattutto come abiti informali.

## Origini e storia
Nella Royal Navy, l'abito da marinaio è noto come "abito numero uno" ed è indossato da comuni di prima classe e comuni scelti . È principalmente cerimoniale, sebbene risalga alla vecchia attrezzatura di lavoro dei marinai della Royal Navy che si è evoluta continuamente dalla sua prima introduzione nel 1857. Diverse versioni sono state adottate da molte marine di tutto il mondo.
Il solino è l'elemento più riconoscibile dell'abito da marinaio e si crede che porti fortuna toccare il colletto di un marinaio. I pantaloni a zampa sono stati progettati in modo da poter essere arrotolati facilmente durante la pulizia dei ponti.

## Nelle funzioni religiose
L'uniforme da marinaio viene tradizionalmente utilizzata anche nella Festa di Sant'Angelo a Licata, il 5 maggio e la prima domenica dopo ferragosto, da portatori e corridori scalzi e nella processione della Nostra Signora del Monte Carmelo a Torremolinos il 16 luglio, anche qui da portatori e partecipanti.

## Come abbigliamento per bambini

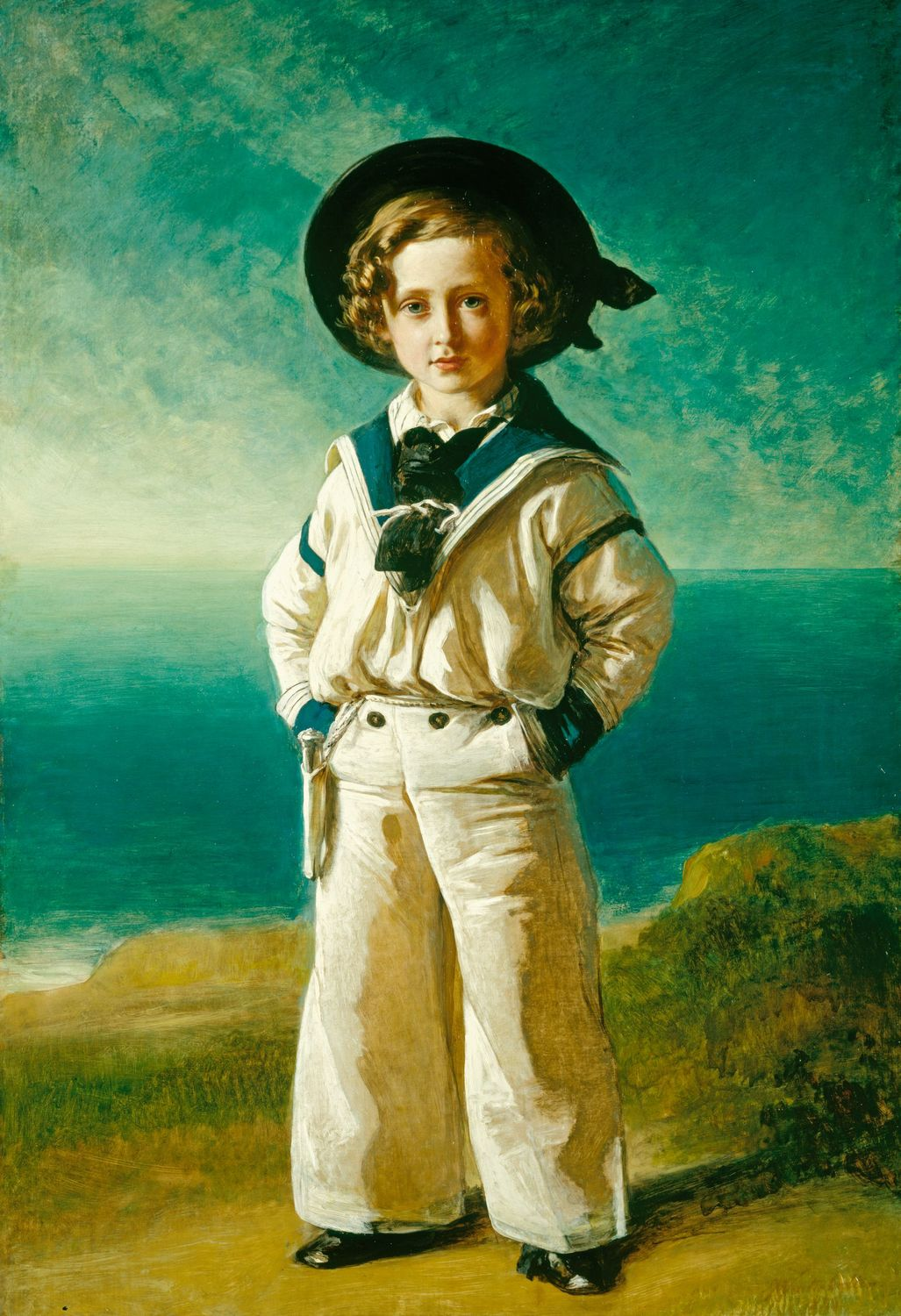
Principe Albert Edward (Il futuro Edoardo VII del Regno Unito) in un'uniforme da marinaio, di Franz Xaver Winterhalter, 1846

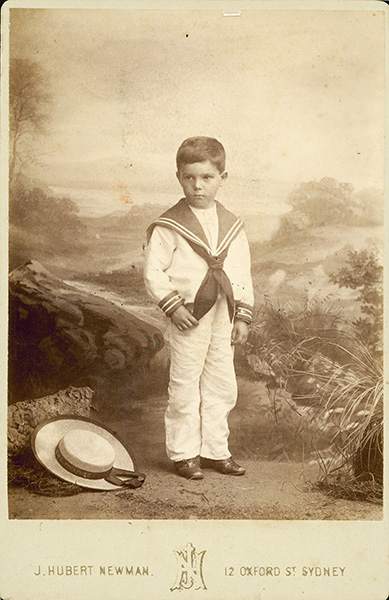
Fotografia di un bambino in Oxford Street, Sydney, Australia, con indosso un'uniforme da marinaio, con un cappello di paglia ai suoi piedi

Nel 1846, al bambino di quattro anni Albert Edward, Principe di Galles, fu data una versione ridotta dell'uniforme indossata dai marinai sul Royal Yacht. Quel settembre indossò il suo abito da marinaio in miniatura durante una crociera al largo delle Isole del Canale, deliziando sua madre e il pubblico. Incisioni popolari, incluso il famoso ritratto fatto da Winterhalter, diffusero l'idea, e prima degli anni '70 dell'Ottocento l'abito da marinaio era diventato un abito alla moda sia per bambini che per bambine in molti paesi. Alcuni personaggi dei cartoni animati e dei fumetti occidentali usano un abito da marinaio come marchio di fabbrica; gli esempi includono Braccio di ferro, Paperino e Tommy de I tre porcellini . Gli abiti da marinaio sono stati indossati dai membri de I piccoli cantori di Vienna nei loro tour internazionali.
Una versione femminile dell'abito da marinaio, il vestito alla marinara, era popolarmente conosciuto all'inizio del XX secolo in America come abito Peter Thomson per merito di un sarto navale con punti vendita a New York e Filadelfia.

## Uniformi scolastiche asiatiche
Molte scuole in alcuni paesi asiatici, tra cui Giappone, Filippine,  Taiwan, Corea del Nord, Corea del Sud, Hong Kong, Singapore e Thailandia, hanno adottato abiti da marinaio come uniforme scolastica.

### Giappone
I costumi da marinaio sono particolarmente comuni nelle scuole femminili giapponesi, conosciute come fuku alla marinara dai giapponesi. Sono così popolari che l'immagine dell'abbigliamento si è evoluta fino a essere fortemente associata alla giovinezza e all'adolescenza femminile nella cultura popolare. Di conseguenza, le uniformi dei marinai sono viste molto frequentemente nelle serie giapponesi, nei film, negli anime, nei manga, nei video musicali e nei concerti di gruppi pop di adolescenti idol.

### Filippine
Proprio come in Giappone, le uniformi da marinaio sono comuni anche nelle scuole filippine, in particolare nelle scuole superiori. La maggior parte delle scuole pubbliche ha adottato l'uniforme da marinaio come uniforme ufficiale per le ragazze e alcune di esse l'hanno adottata per emulazione.